# Teratoscincus microlepis
Teratoscincus microlepis is een hagedis die behoort tot de gekko's en de familie Sphaerodactylidae.

## Naam en indeling
De wetenschappelijke naam van de soort werd voor het eerst voorgesteld door Alexandre Mikhaïlovitch Nikolski in 1900. De soortaanduiding microlepis betekent vrij vertaald 'kleine schubben'.

## Verspreiding en habitat
De soort komt voor in delen van het Midden-Oosten en leeft in de landen Iran, Pakistan en Afghanistan. De habitat bestaat uit droge tropische en subtropische scrublands, hete woestijnen en zandduinen en kliffen in kustgebieden. De soort is aangetroffen op een hoogte van ongeveer 1000 tot 1500 meter boven zeeniveau.

## Beschermingsstatus
Door de internationale natuurbeschermingsorganisatie IUCN is de beschermingsstatus 'veilig' toegewezen (Least Concern of LC).